# Johann Wilhelm Christoph Steobanus von Wriechen
Johann Wilhelm Christoph Steobanus, ab 1803 Steobanus von Wriechen (* 1755 in Stettin; † 9. August 1821 in Berlin), war ein preußischer Rittergutsbesitzer und Landrat des Kreises Greifenberg.
Er stammte aus einer nichtadligen Familie. Sein Vater Christoph Steobanus (* 1723; † 1764), ein studierter Jurist und Beamter in Stettin, hatte 1748 das Rittergut Roman im Kreis Greifenberg in Hinterpommern erworben, bald darauf das nahe gelegene Rittergut Buchwald. Johann Wilhelm Christoph Steobanus studierte wie sein Vater Rechtswissenschaften an der Universität Halle und trat 1777 bei der Regierung in Stettin als Referendar in den preußischen Justizdienst ein. 1786 wurde er Justizkommissar und Notar.
Nach dem Tode seines Vaters und seiner Mutter übernahm er 1789 das Rittergut Roman mit Buchwald. Um 1800 wurde von Roman aus der Wohnplatz Borckenhof angelegt.
Im Jahre 1803 wurde er unter dem Namen Steobanus von Wriechen geadelt; die Adelserhebung war durch die Ritterschaft des Kreises Greifenberg unterstützt worden. Damals besaß er neben Roman mit Buchwald und Borckenhof auch Kölpin C.
Im Jahre 1805 wurde er als Nachfolger von Hans Georg Alexander Friedrich von Köller zum Landrat des Kreises Greifenberg gewählt und vom König ernannt.
Johann Wilhelm Christoph Steobanus von Wriechen war verheiratet mit Wilhelmine Dorothea Catharine, einer geborenen von Fransecky. Sein Sohn folgte ihm im Besitz von Roman und Buchwald.